# Линдстром (город)
Линдстром (англ. Lindstrom) — город в округе Шисаго, штат Миннесота, США. На площади 6 км² (5,9 км² — суша, 0,1 км² — вода), согласно переписи 2002 года, проживают 3015 человек. Плотность населения составляет 514,3 чел./км².
- Телефонный код города — 651
- Почтовый индекс — 55045
- FIPS-код города — 27-37304[1]
- GNIS-идентификатор — 0646720[2]